# Boeing 314
Il Boeing 314, conosciuto erroneamente anche con il nome Clipper assegnatogli dalla compagnia aerea Pan American World Airways (Pan Am), era un idrovolante a scafo centrale di linea a lungo raggio di colore grigio metallico prodotto dall'azienda statunitense Boeing Airplane Company tra il 1938 ed il 1941.

## Storia del progetto
Il 314 venne progettato per rispondere alla richiesta della compagnia aerea Pan American per la fornitura di un idrovolante che avesse un'eccezionale autonomia tale da permettere di incrementare il traffico transpacifico affiancando il Martin M-130. La compagnia approvò la proposta suggerita dalla Boeing stipulando il 21 luglio 1936 un contratto per la fornitura di 6 esemplari.
Per realizzarlo gli ingegneri adattarono la grande ala di 45,5 m (149 ft) utilizzata nel precedente XB-15, un bombardiere rimasto alla fase di prototipo, sostituendo i 4 motori radiali Pratt & Whitney R-1830 Twin Wasp da 850 hp (640 kW) del progetto originale con i Wright R-2600 capaci di quasi il doppio della potenza disponibile, 1 600 hp (1 194 kW) ciascuno. La soluzione della coda a tripla deriva venne scelta dopo le prove effettuate con una coda tradizionale monoderiva e successivamente con una bideriva, scartate entrambe perché non garantivano una sufficiente controllabilità per la sicurezza del volo.

## Tecnica

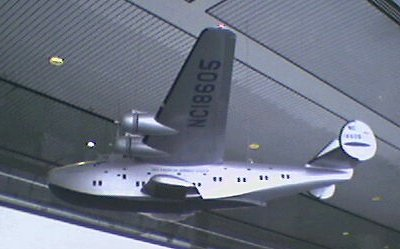
Il modello in scala di un Boeing 314 Pan Am

Internamente, l'ala del 314, montata alta ed a sbalzo, era realizzata con una serie di robuste centine e longheroni alari per creare un altrettanto robusta struttura. Tale soluzione evitava di introdurre nella struttura, già adeguatamente rinforzata, tiranti per controventare l'ala migliorando così l'aerodinamica a vantaggio dei consumi ed autonomia, soluzione che gli altri idrovolanti dell'epoca non potevano vantare. La Boeing divenne pioniera di una serie di soluzioni tecniche, adottate successivamente da altri progetti simili, come l'introduzione di pontoni di stabilizzazione incorporando degli sponson nella struttura dello scafo. Gli sponson, ampie estensioni laterali posizionate sulla linea di galleggiamento a dritta ed a sinistra dello scafo, servivano a diversi scopi: fornivano una vasta piattaforma per stabilizzare il velivolo mentre galleggiava sull'acqua, fungevano come piattaforma di ingresso per far salire a bordo i passeggeri ed erano strutturati in modo da contribuire alla portanza durante il volo. Per riuscire all'autonomia necessaria per volare sulle lunghe rotte nel servizio trans-Pacifico, il 314 era dotato di serbatoi da 4 246 U.S. Gal, circa 16 000 L, di benzina, aumentati di ulteriori 1 200 U. S. Gal (4 542 L) nella successiva versione 314A. Inoltre, per garantire la necessaria lubrificazione dei motori, erano presenti serbatoi da 300 U. S. Gal (1 135 L) di olio lubrificante.
I "Clipper", come i 314 vennero soprannominati dalla Pan Am, furono costruiti con interni lussuosi, una necessità data dalla lunga durata dei voli transoceanici. I sedili potevano essere convertiti in 36 lettini per il pernottamento, dato che con una velocità di crociera di soli 188 mph (300 km/h) molti voli duravano oltre dodici ore. Inoltre vantavano un salotto, una zona pranzo e cucina gestita da chef provenienti da ristoranti a quattro stelle. I passeggeri avevano a disposizione spogliatoi separati per uomini e donne e, durante il viaggio, steward in abito bianco servivano loro cinque o sei pasti su servizi in argento. Anche se i voli transatlantici furono effettuati solamente per tre mesi nel 1939, il loro standard di lusso non fu mai più raggiunto da alcuna compagnia aerea: per un viaggio di sola andata da New York a Southampton era infatti prevista una spesa di 675 dollari, paragonabile, a prezzi del 2006, a un viaggio di andata e ritorno a bordo del Concorde.
Altrettanto fondamentale per il successo dei 314 è stata la professionalità degli equipaggi Pan Am, estremamente qualificati sui voli a lungo raggio oltre che sulle operazioni di volo e navigazione tipici degli idrovolanti. Solo i migliori e i più esperti equipaggi vennero assegnati ai Boeing 314. Prima di essere impiegati, tutti i capitani Pan Am nonché i primi e secondi ufficiali, avevano migliaia di ore di volo effettuati su altri idrovolanti, venendo inoltre sottoposti ad una rigorosa formazione nel volo strumentale, turni di pilotaggio, determinazione delle condizioni del mare, navigazione astronomica e costiera. In condizioni di scarsa o nessuna visibilità, i piloti talvolta erano costretti ad ammarare in mare aperto raggiungendo successivamente l'idroscalo flottando sulla superficie.

## Impiego operativo
Il primo 314, battezzato Honolulu Clipper, iniziò il regolare servizio di trasporto sulla rotta San Francisco-Hong Kong nel gennaio 1939. Un viaggio di sola andata su questa rotta richiese oltre sei giorni. In seguito il servizio commerciale passeggeri durò meno di tre anni, terminando quando gli Stati Uniti d'America entrarono nella seconda guerra mondiale nel dicembre 1941.
Allo scoppio della Guerra del Pacifico, il California Clipper era in rotta per la Nuova Zelanda. Piuttosto che rischiare di tornare indietro ad Honolulu ed essere abbattuto da aerei giapponesi, venne deciso di cambiare rotta e di volare ad ovest verso New York, quindi sorvolando Australia, Asia (Giava, Pakistan, Bahrein e altri stati), Africa (Sudan, Congo belga e altri stati) e oceano Atlantico: partendo l'8 dicembre 1941 da Auckland in Nuova Zelanda il California Clipper coprì oltre 31.500 miglia attraverso località esotiche come Surabaya, Karachi, Bahrein, Khartoum e Léopoldville. Il California Clipper ammarò alla base marittima della Pan American World Airways dell'aeroporto Fiorello La Guardia alle 07:12 del mattino del 6 gennaio 1942. In seguito a questa impresa il velivolo fu rinominato Pacific Clipper.

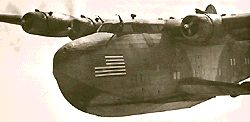
Boeing 314 con i colori della marina, 1942

Lo Yankee Clipper operò su una rotta che, sorvolando l'Oceano Atlantico, collegava Southampton a Port Washington (stato di New York) , con scali intermedi in Irlanda, a Foynes, e Canada, a Botwood (Terranova e Labrador), e Shediac (Nuovo Brunswick). Il volo inaugurale venne compiuto il 24 giugno 1939.
La flotta di Clipper fu assegnata al servizio militare durante la Seconda Guerra Mondiale, e gli idrovolanti furono usati per trasportare personale ed equipaggiamenti al fronte europeo e a quello del pacifico. I velivoli furono acquistati dal dipartimento militare e della marina e riaffittati alla Pan Am per un dollaro con l'accordo che tutto sarebbe stato sotto il comando della marina una volta entrati in servizio. Solo il logo sulla fusoliera era cambiato perché i Clipper continuarono ad essere guidati dagli equipaggi Pan Am: i piloti e gli equipaggi Pan Am avevano grande esperienza in voli che prevedevano lunghe traversate. Il carico dell'esercito americano fu infatti trasportato via Natal (Brasile), in Liberia per supportare le forze britanniche impegnate al Cairo e in Unione Sovietica via Teheran. Il modello 314 era l'unico al mondo a poter fare 2.150 miglia di traversata oceanica e gli fu assegnata la sigla militare C-98. Nel 1943 il presidente Franklin D. Roosevelt viaggiò su un Boeing 314 Dixie Clipper per andare alla conferenza di Casablanca.
Il successo dei primi sei Clipper convinse Pan Am ad ordinare altri sei modelli 314 per il 1941 con l'obbiettivo di duplicare i servizi sia nelle rotte sull'Atlantico che sul Pacifico. Tuttavia la caduta della Francia in mano nazista nel 1940 sollevò dei dubbi circa la possibilità di mantenere il servizio sull'Atlantico considerato che il numero dei passeggeri era già diminuito a causa della guerra e che se la Spagna o il Portogallo fossero entrati nell'Asse allora i voli per Lisbona avrebbero dovuto forzatamente essere sospesi. Pan Am cominciò a considerare di ridurre l'ordine e nell'agosto del 1940 raggiunse un accordo per vendere tre dei sei velivoli in costruzione al Regno Unito. I velivoli furono gestiti dalla British Overseas Airways Corporation e furono principalmente usati per la rotta Regno Unito-Africa occidentale in quanto gli esistenti idrovolanti non potevano coprire questa rotta senza fermarsi a Lisbona. La vendita portò un piccolo guadagno netto a Pan Am (5% del costo di produzione) e aprì una vitale via di comunicazione al Regno Unito che tuttavia fu oggetto di controversie politiche. Per definire la vendita, il sottosegretario del primo ministro, Harold Balfour, dovette accettare il contratto senza l'approvazione del governo ricevendo una decisa disapprovazione da parte di Winston Churchill e portando ad un lungo dibattito sulle modalità dell'acquisto in consiglio dei ministri. Successivamente Churchill volò sul Bristol e sul Berwick, che lodò enormemente, aggiungendo ulteriore fama ai Clipper durante la guerra.

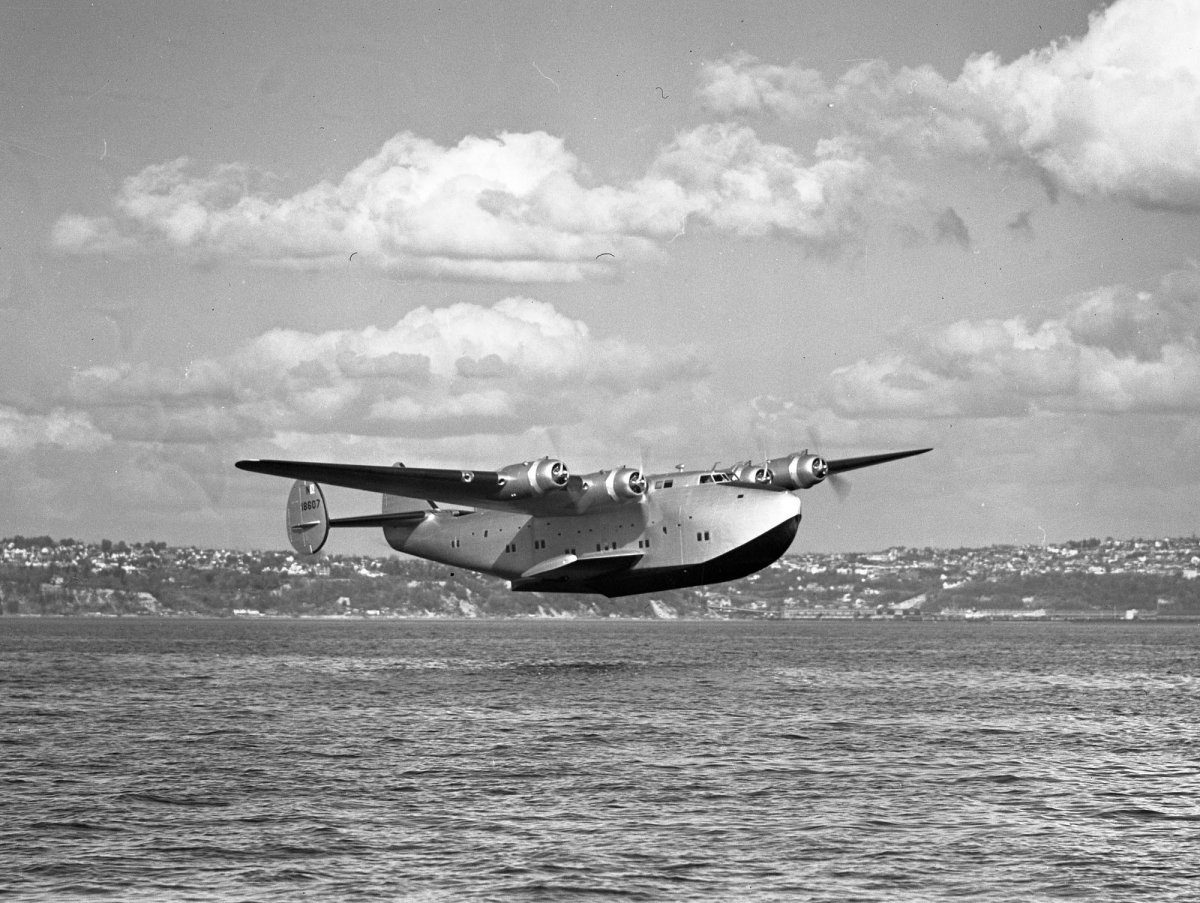
Boeing 314 in fase di atterraggio

Dopo la guerra molti Clipper furono restituiti a Pan Am ma, già prima che finissero le ostilità, questi erano diventati modelli obsoleti. Il vantaggio degli idrovolanti era che non necessitavano di piste, ma durante la guerra ne erano state costruite numerose per i bombardieri pesanti. Si stavano sviluppando, inoltre, nuovi modelli per lunghe distanze come Lockheed Constellation e Douglas DC-4, considerato che i velivoli di terra erano relativamente più semplici da pilotare e non necessitavano di un intensivo addestramento dei piloti richiesto invece per i velivoli acquatici. Uno dei piloti di 314 più esperti disse “Noi eravamo contenti del cambio con i DC-4 ed io discutevo tutti i giorni per eliminare definitivamente gli idrovolanti. I velivoli di terra erano molto più sicuri. Nessuno nel reparto operativo […] aveva idea dei pericoli nell'operare con un idrovolante. Il problema principale allora era la mancanza dell'alta competenza ed esperienza richiesta ai piloti di idrovolanti”.

### Il ritiro
L'ultimo Pan Am 314 ad essere stato ritirato nel 1946, il California Clipper NC18602, aveva accumulato più di un milione di miglia di volo. Dei 12 Boeing 314 costruiti, tre furono persi per incidenti, sebbene solo uno ebbe conseguenze fatali: 24 passeggeri e l'equipaggio a bordo del Yankee Clipper NC18603 persero la vita in un incidente in fase di atterraggio a Lisbona il 22 febbraio 1943. Tra i passeggeri di questo volo c'erano il famoso scrittore e corrispondente di guerra statunitense Benjamin Robertson che restò ucciso e la cantante e attrice statunitense Jane Froman che restò gravemente ferita. I 314 della Pan Am furono rimossi dal servizio attivo nel 1946 ed i sette velivoli ancora in grado di volare furono venduti alla compagnia nascente New World Airways. Questi operarono all'aeroporto di San Diego per lungo tempo prima che venissero tutti rivenduti per rimozione dal servizio nel 1950. L'ultimo della flotta, l'Anzac Clipper NC18611(A), fu rivenduto e cessò il servizio a Baltimora, Maryland alla fine del 1951. I 314 della British Overseas Airways Corporation furono soppressi dalla rotta Baltimora-Bermuda nel gennaio 1948, sostituiti dai Lockheed Constellation operativi sia da New York che da Baltimora verso le Bermuda.

## Versioni
Model 314
versione di produzione iniziale dotata di motori radiali Wright R-2600 Cyclone 14, noto anche come Twin Cyclone, da 1 500 hp (1 119 kW) Doppia Cyclone motori, prodotta in 6 esemplari.
Model 314A
versione migliorata dotata di una versione più potente del Wright R-2600 da 1 600 hp (1 193 kW), di eliche di maggior diametro, serbatoi di carburante maggiorati dell'ulteriore capacità di ulteriori 4 542 L (1 200 U.S. gal) di carburante ed interni modificati, prodotta in 6 esemplari.

## Utilizzatori

### Civili
Regno Unito
- British Overseas Airways Corporation (BOAC)

 Stati Uniti
- Pan American World Airways

### Militari
Stati Uniti
- United States Navy

## Esemplari attualmente esistenti
Nessun esemplare completo è arrivato fino ai nostri giorni.
Presso il Flying Boat Museum  di Foynes, Irlanda, è presente una "replica" della sezione centrale dell'aereo.
Foynes era lo scalo irlandese della rotta transatlantica.

## Cultura di massa
In ambito letterario il Boeing 314 è l'aereo dove si svolgono gli avvenimenti del romanzo di Ken Follett Notte sull'acqua (Night Over Water).

## Velivoli comparabili
Germania
- Dornier Do X

 Regno Unito
- Saunders-Roe SR.45 Princess
- Short S.23 Empire

 Stati Uniti
- Martin M-130